# Bertheauville
Bertheauville est une commune française située dans le département de la Seine-Maritime en région Normandie.

## Géographie
|  |

| Bertreville |                  | Cany-Barville             |
|             | Bertheauville    |                           |
| Gerponville | Ourville-en-Caux | Grainville-la-Teinturière |

La commune est située dans le pays de Caux.

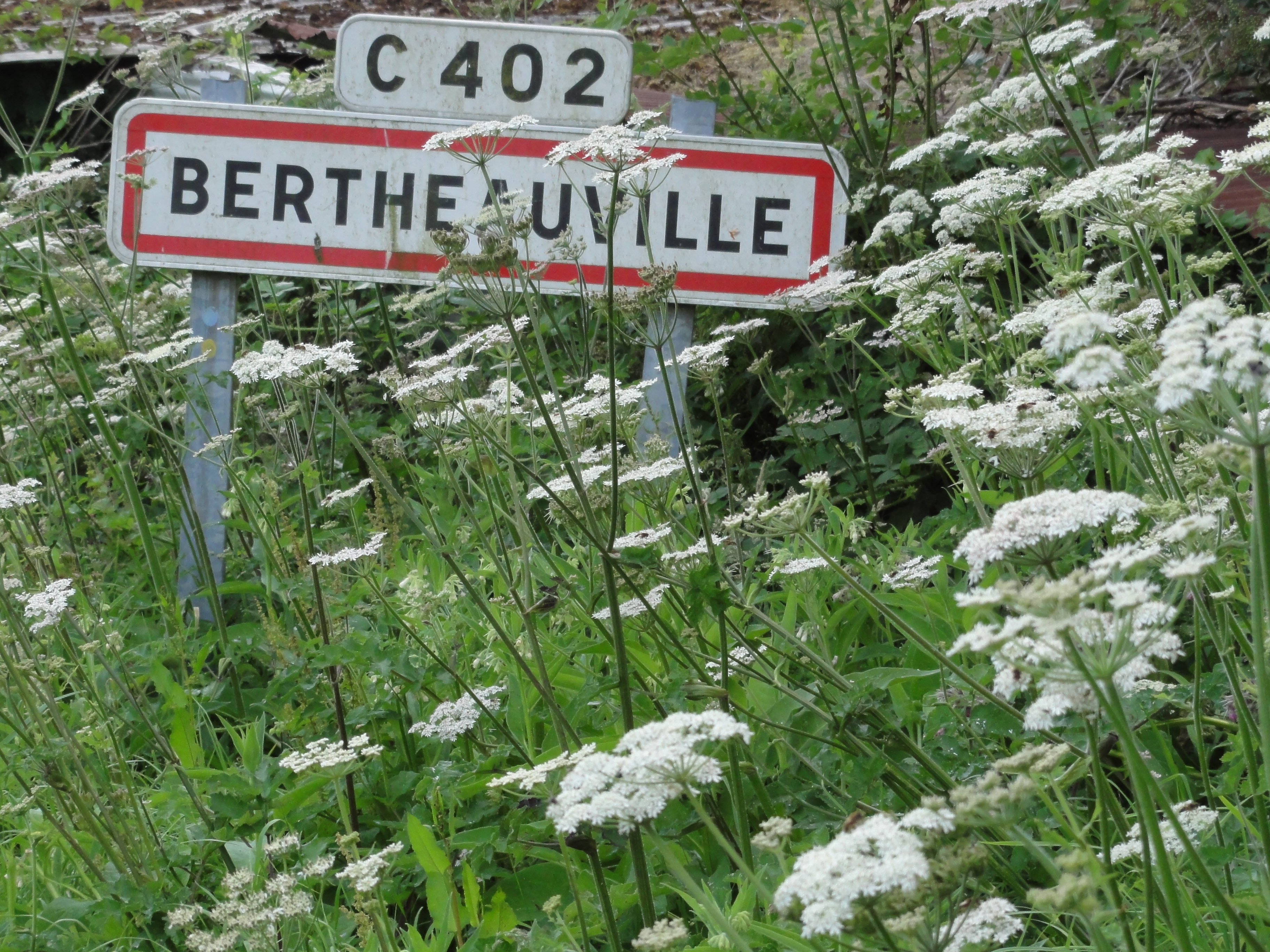
Entrée de Bertheauville.
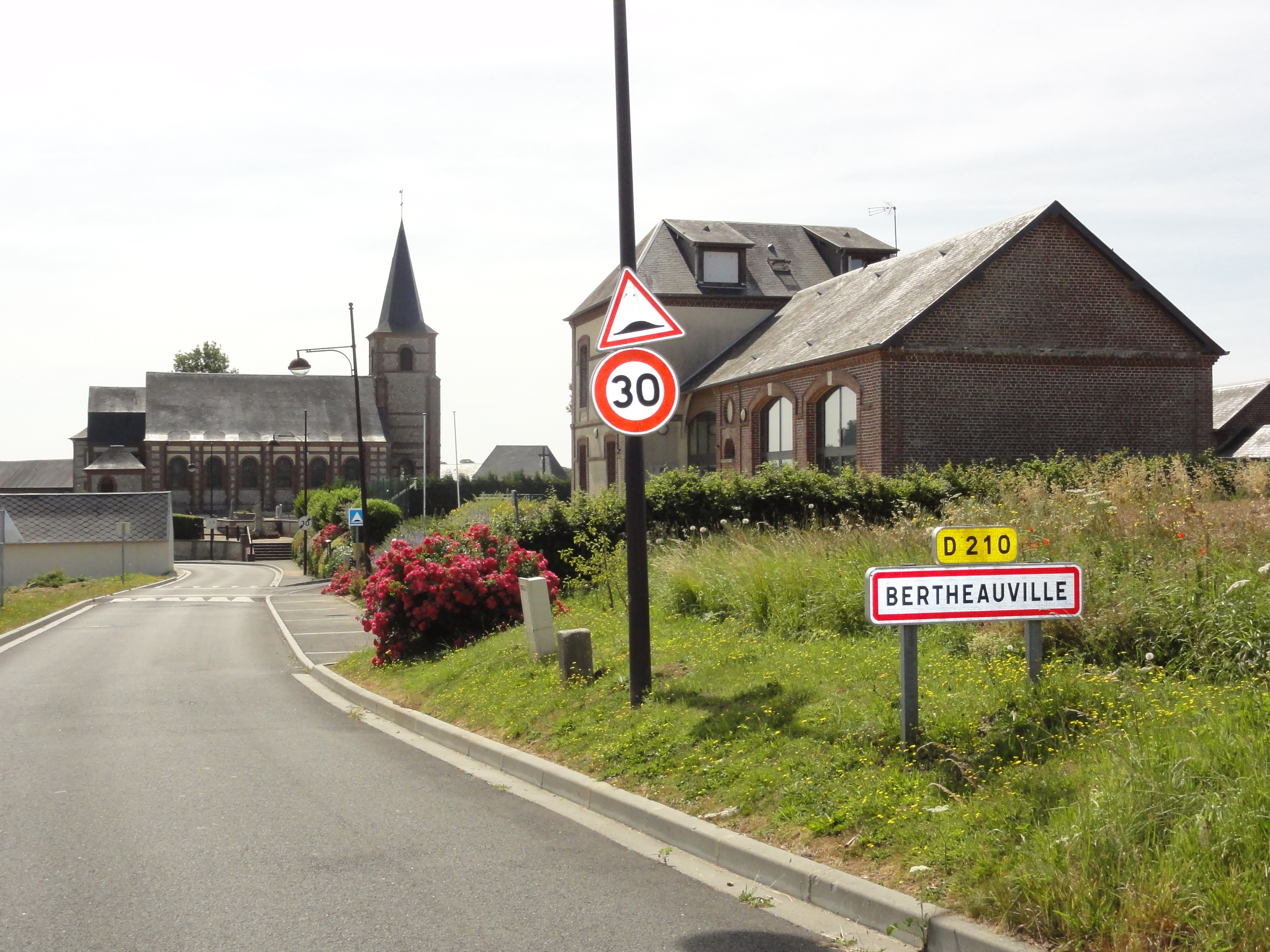
La grand'Rue avec église, mairie et école.
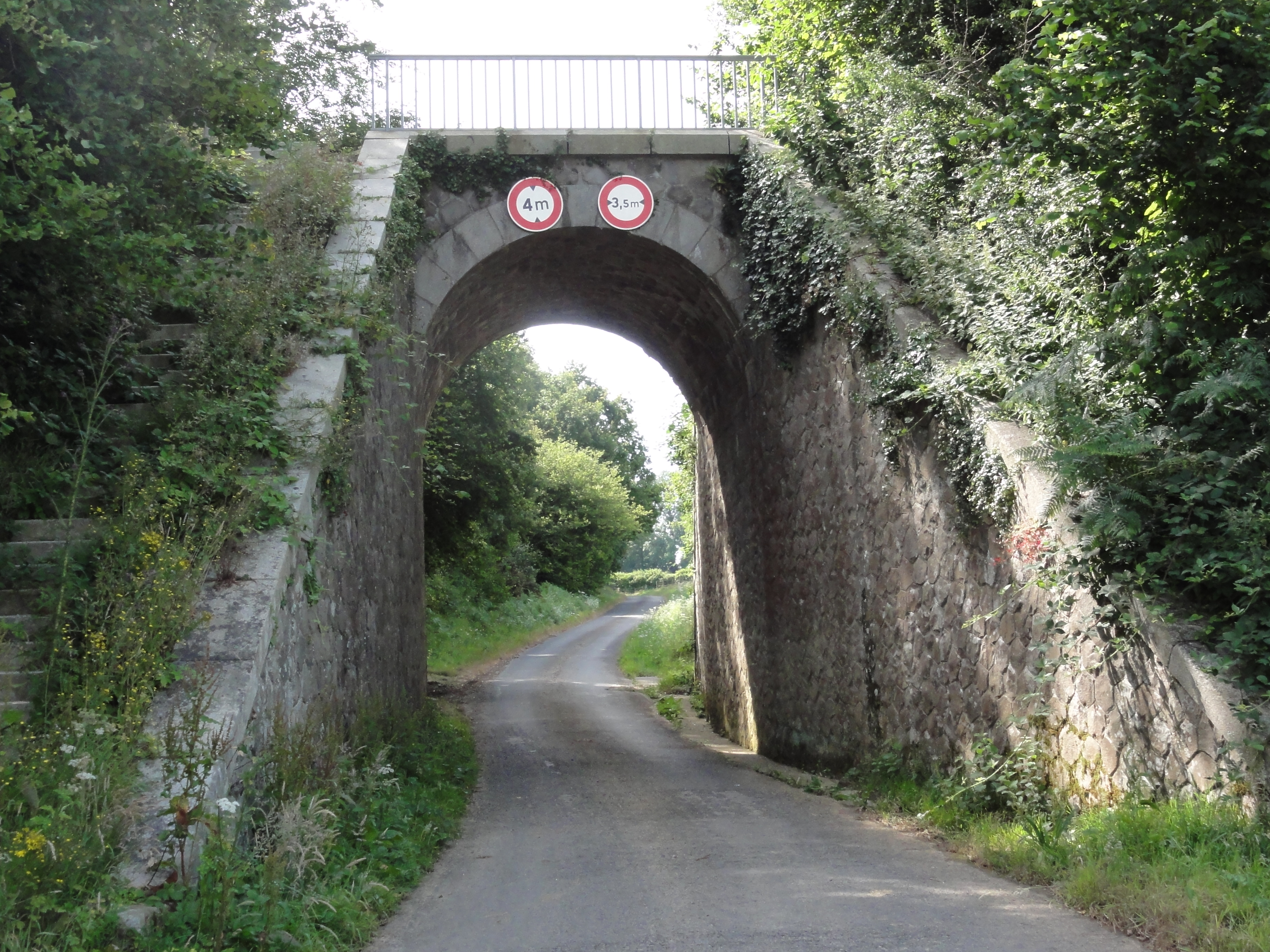
Viaduc de l'ancienne ligne de chemin de fer Cany - Fécamp.

### Hydrographie
La commune est située dans le bassin Seine-Normandie. Elle n'est drainée par aucun cours d'eau,.

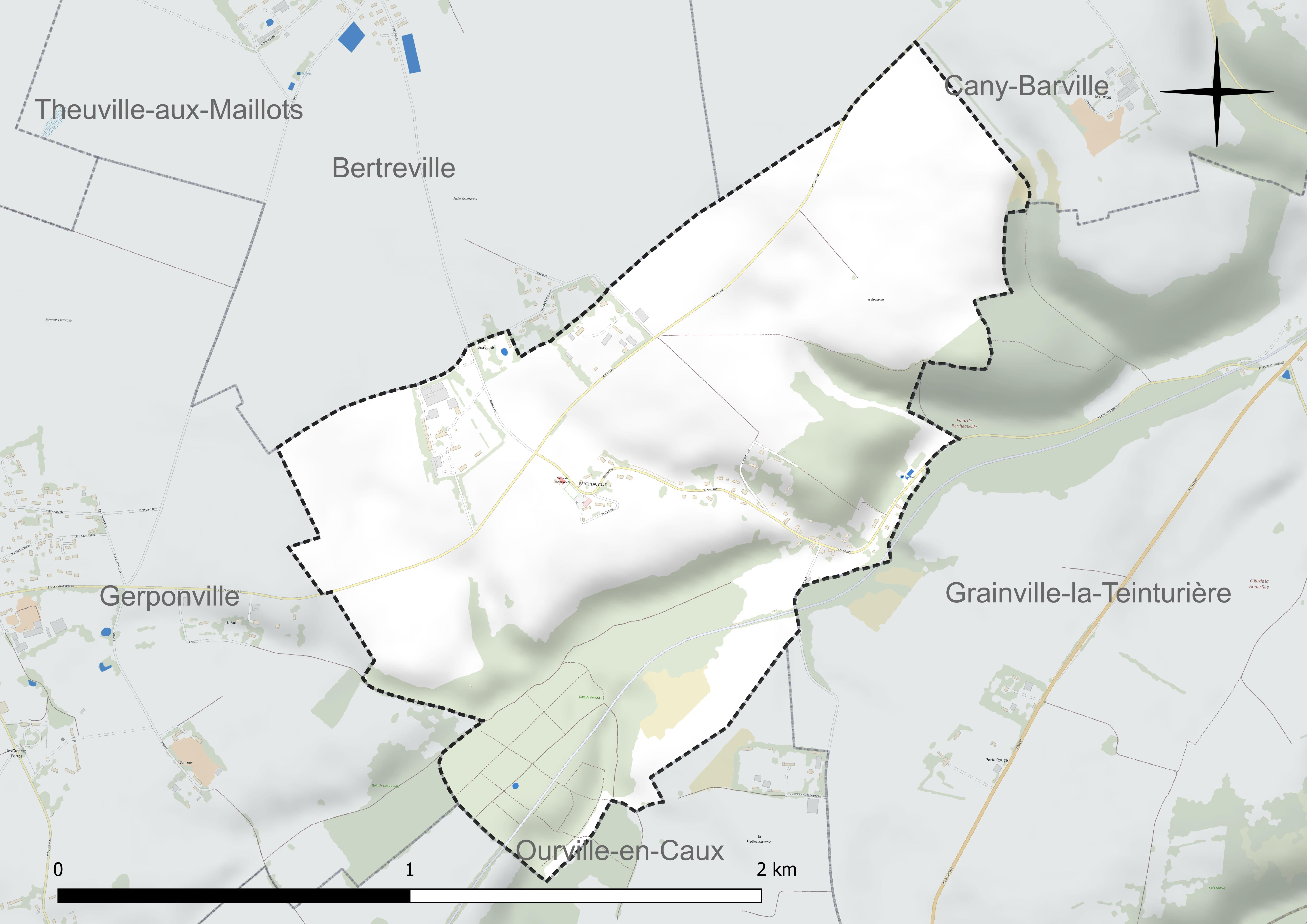
Réseau hydrographique de Bertheauville.

### Climat
Pour des articles plus généraux, voir Climat de la Normandie et Climat de la Seine-Maritime.
En 2010, le climat de la commune est de type climat océanique franc, selon une étude du CNRS s'appuyant sur une série de données couvrant la période 1971-2000. En 2020, Météo-France publie une typologie des climats de la France métropolitaine dans laquelle la commune est exposée à un climat océanique et est dans la région climatique Côtes de la Manche orientale, caractérisée par un faible ensoleillement (1 550 h/an) ; forte humidité de l’air (plus de 20 h/jour avec humidité relative > 80 % en hiver), vents forts fréquents. Parallèlement le GIEC normand, un groupe régional d’experts sur le climat, différencie quant à lui, dans une étude de 2020, trois grands types de climats pour la région Normandie, nuancés à une échelle plus fine par les facteurs géographiques locaux. La commune est, selon ce zonage, exposée à un « climat maritime », correspondant au Pays de Caux, frais, humide et pluvieux, légèrement plus frais que dans le Cotentin.
Pour la période 1971-2000, la température annuelle moyenne est de 10,5 °C, avec une amplitude thermique annuelle de 13,5 °C. Le cumul annuel moyen de précipitations est de 847 mm, avec 12,6 jours de précipitations en janvier et 8,9 jours en juillet. Pour la période 1991-2020, la température moyenne annuelle observée sur la station météorologique la plus proche, située sur la commune d'Ectot-lès-Baons à 20 km à vol d'oiseau, est de 10,8 °C et le cumul annuel moyen de précipitations est de 905,5 mm,. Pour l'avenir, les paramètres climatiques de la commune estimés pour 2050 selon différents scénarios d’émission de gaz à effet de serre sont consultables sur un site dédié publié par Météo-France en novembre 2022.

## Urbanisme

### Typologie
Au 1er janvier 2024, Bertheauville est catégorisée commune rurale à habitat dispersé, selon la nouvelle grille communale de densité à sept niveaux définie par l'Insee en 2022.
Elle est située hors unité urbaine. Par ailleurs la commune fait partie de l'aire d'attraction de Cany-Barville, dont elle est une commune de la couronne,. Cette aire, qui regroupe 6 communes, est catégorisée dans les aires de moins de 50 000 habitants,.

### Occupation des sols
L'occupation des sols de la commune, telle qu'elle ressort de la base de données européenne d’occupation biophysique des sols Corine Land Cover (CLC), est marquée par l'importance des territoires agricoles (72,2 % en 2018), une proportion identique à celle de 1990 (72,2 %). La répartition détaillée en 2018 est la suivante :
terres arables (41,9 %), prairies (30,3 %), forêts (27,8 %). L'évolution de l’occupation des sols de la commune et de ses infrastructures peut être observée sur les différentes représentations cartographiques du territoire : la carte de Cassini (XVIIIe siècle), la carte d'état-major (1820-1866) et les cartes ou photos aériennes de l'IGN pour la période actuelle (1950 à aujourd'hui).

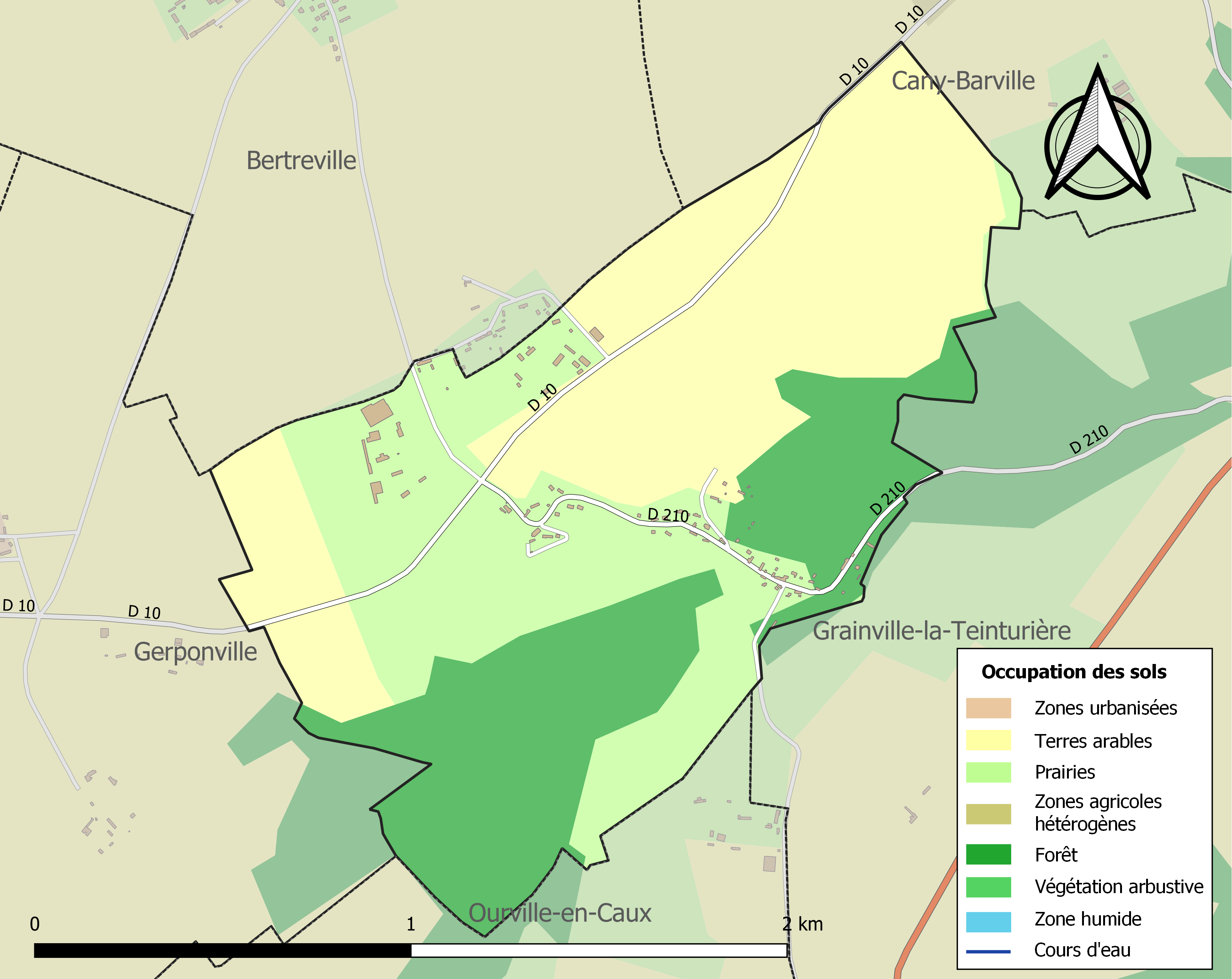
Carte des infrastructures et de l'occupation des sols de la commune en 2018 (CLC).

## Toponymie
Le nom de la localité est attesté sous les formes Bertel villa en 1025, Bertelvilla en 1040, Apud Berteauvillam vers 1210, Bertealvilla vers 1240, Parrochia de Bertheauville en 1284, Bertrauvilla en 1337, Bertauville en 1431, A Bertheauville en 1503, 1610, et en 1687, Bertauville en 1715 (Frémont), Berteauville en 1757 (Cassini), Notre Dame de Bertheauville en 1788, Bertheauville en 1953.

## Histoire
En mai 1654, la paroisse fut unie au marquisat de Quévilly, érigé en faveur de Pierre (II) de Becdelièvre, premier président de la Cour des Aides de Normandie : les deux croisettes au pied fiché du blason de la commune rappellent les armes de cette famille.

## Politique et administration
| Période                                  | Période                    | Identité           | Étiquette | Qualité                                 |
| ---------------------------------------- | -------------------------- | ------------------ | --------- | --------------------------------------- |
| Les données manquantes sont à compléter. |                            |                    |           |                                         |
| 1884                                     |                            | Anquetil           |           |                                         |
| mars 2001                                | 2014                       | Olivier Tassel     | DLR       |                                         |
| 2014                                     | mai 2020                   | Jean-Luc Cotard    |           | Ancien salarié de l’entreprise Paumelle |
| mai 2020,                                | En cours (au 11 août 2020) | Véronique Izabelle |           |                                         |

## Démographie
L'évolution du nombre d'habitants est connue à travers les recensements de la population effectués dans la commune depuis 1793. Pour les communes de moins de 10 000 habitants, une enquête de recensement portant sur toute la population est réalisée tous les cinq ans, les populations de référence des années intermédiaires étant quant à elles estimées par interpolation ou extrapolation. Pour la commune, le premier recensement exhaustif entrant dans le cadre du nouveau dispositif a été réalisé en 2007.

En 2022, la commune comptait 101 habitants, en évolution de −6,48 % par rapport à 2016 (Seine-Maritime : +0,35 %, France hors Mayotte : +2,11 %).
| 1793 | 1800 | 1806 | 1821 | 1831 | 1836 | 1841 | 1846 | 1851 |
| ---- | ---- | ---- | ---- | ---- | ---- | ---- | ---- | ---- |
| 264  | 354  | 386  | 384  | 411  | 410  | 414  | 432  | 388  |

| 1856 | 1861 | 1866 | 1872 | 1876 | 1881 | 1886 | 1891 | 1896 |
| ---- | ---- | ---- | ---- | ---- | ---- | ---- | ---- | ---- |
| 362  | 342  | 343  | 336  | 328  | 303  | 280  | 297  | 269  |

| 1901 | 1906 | 1911 | 1921 | 1926 | 1931 | 1936 | 1946 | 1954 |
| ---- | ---- | ---- | ---- | ---- | ---- | ---- | ---- | ---- |
| 252  | 226  | 227  | 207  | 181  | 166  | 197  | 207  | 177  |

| 1962 | 1968 | 1975 | 1982 | 1990 | 1999 | 2006 | 2007 | 2012 |
| ---- | ---- | ---- | ---- | ---- | ---- | ---- | ---- | ---- |
| 132  | 115  | 84   | 60   | 75   | 85   | 116  | 120  | 112  |

| 2017 | 2022 | - | - | - | - | - | - | - |
| ---- | ---- | - | - | - | - | - | - | - |
| 106  | 101  | - | - | - | - | - | - | - |

## Culture locale et patrimoine

### Lieux et monuments
- Église Notre-Dame-de-l'Assomption[25]
- Monument aux morts au cimetière.
- Croix du cimetière.
- Calvaire au hameau du Bois-de-Devant.

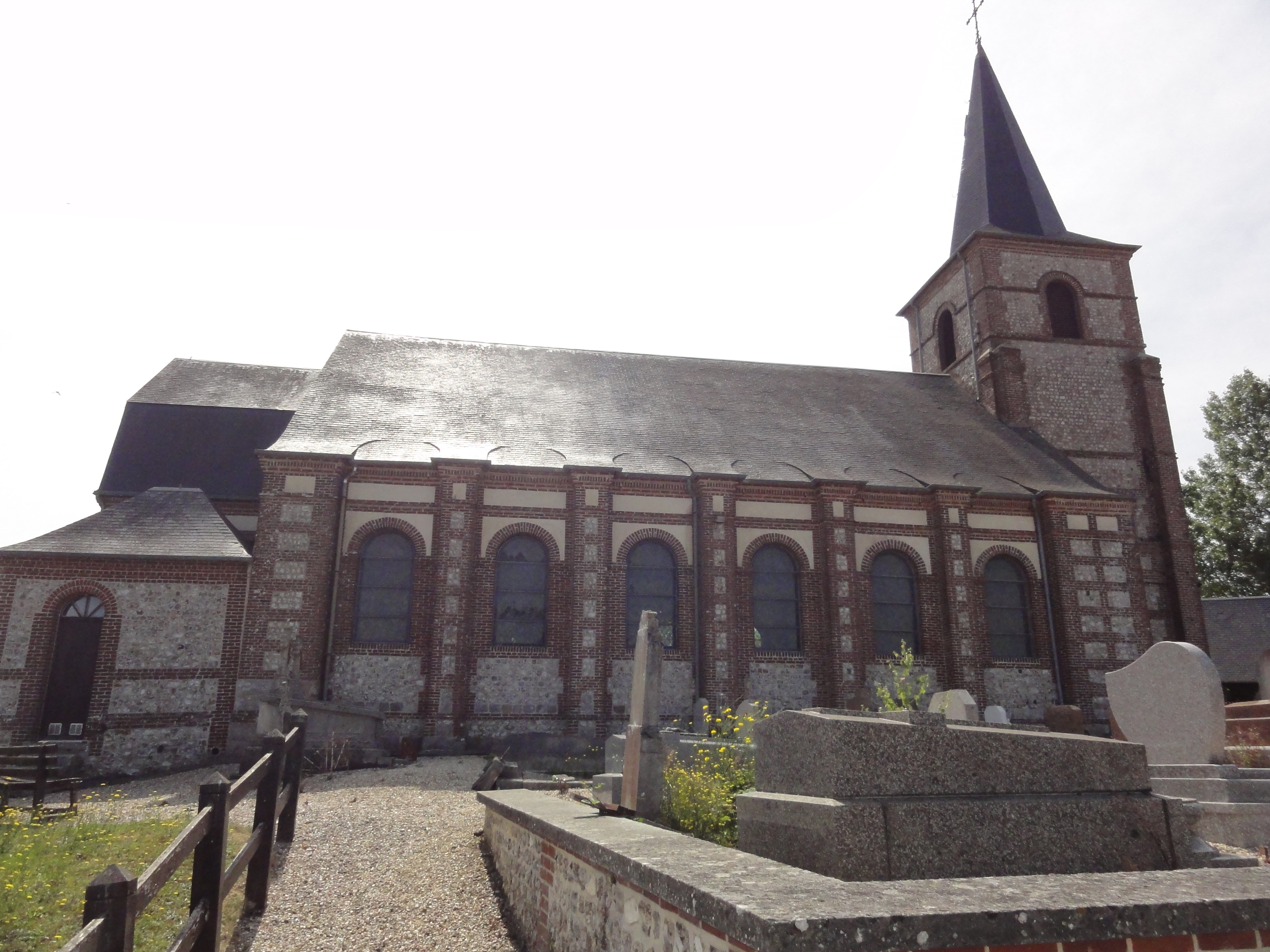
Église Notre-Dame-de-l'Assomption.
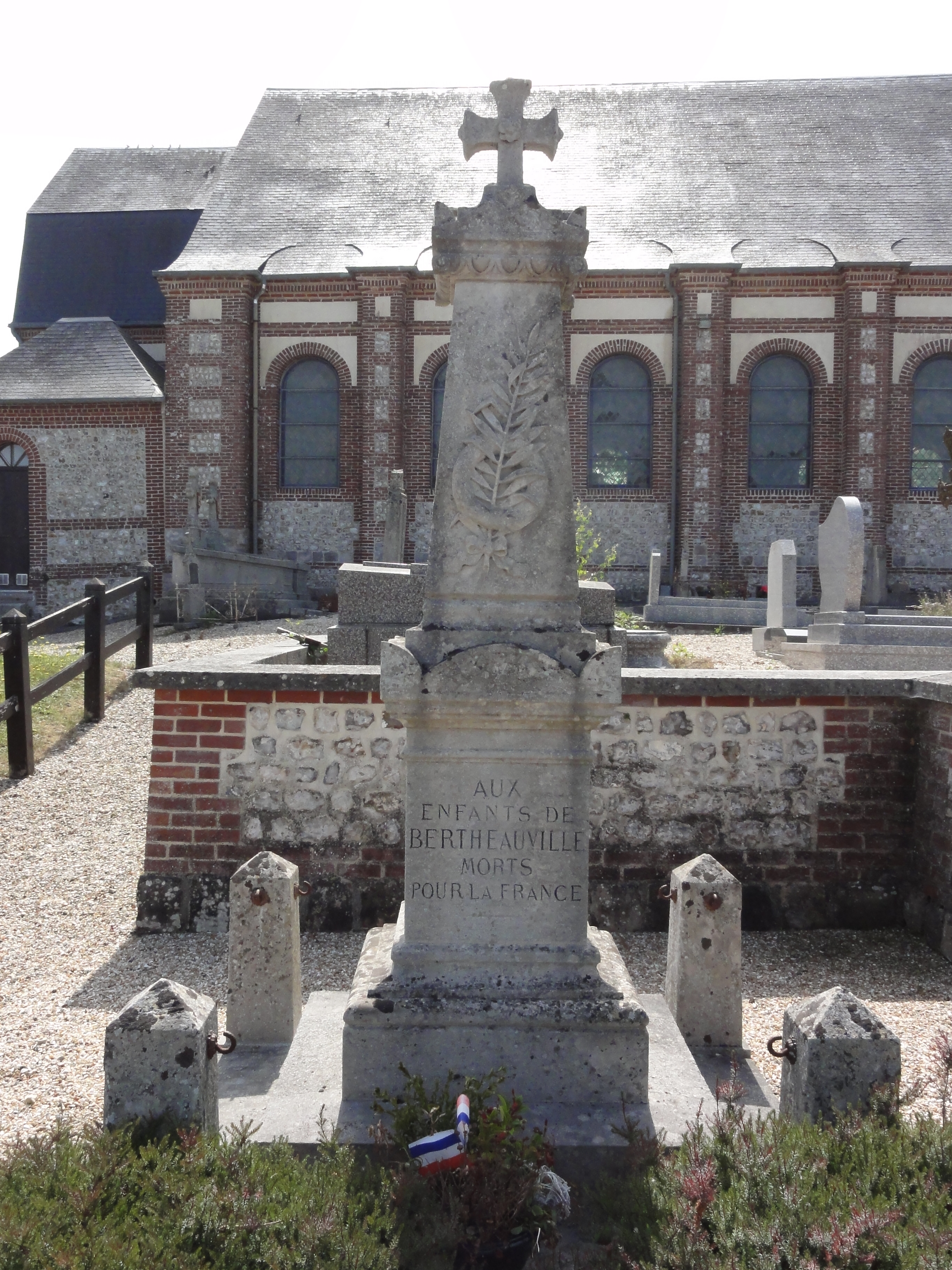
Monument aux morts.
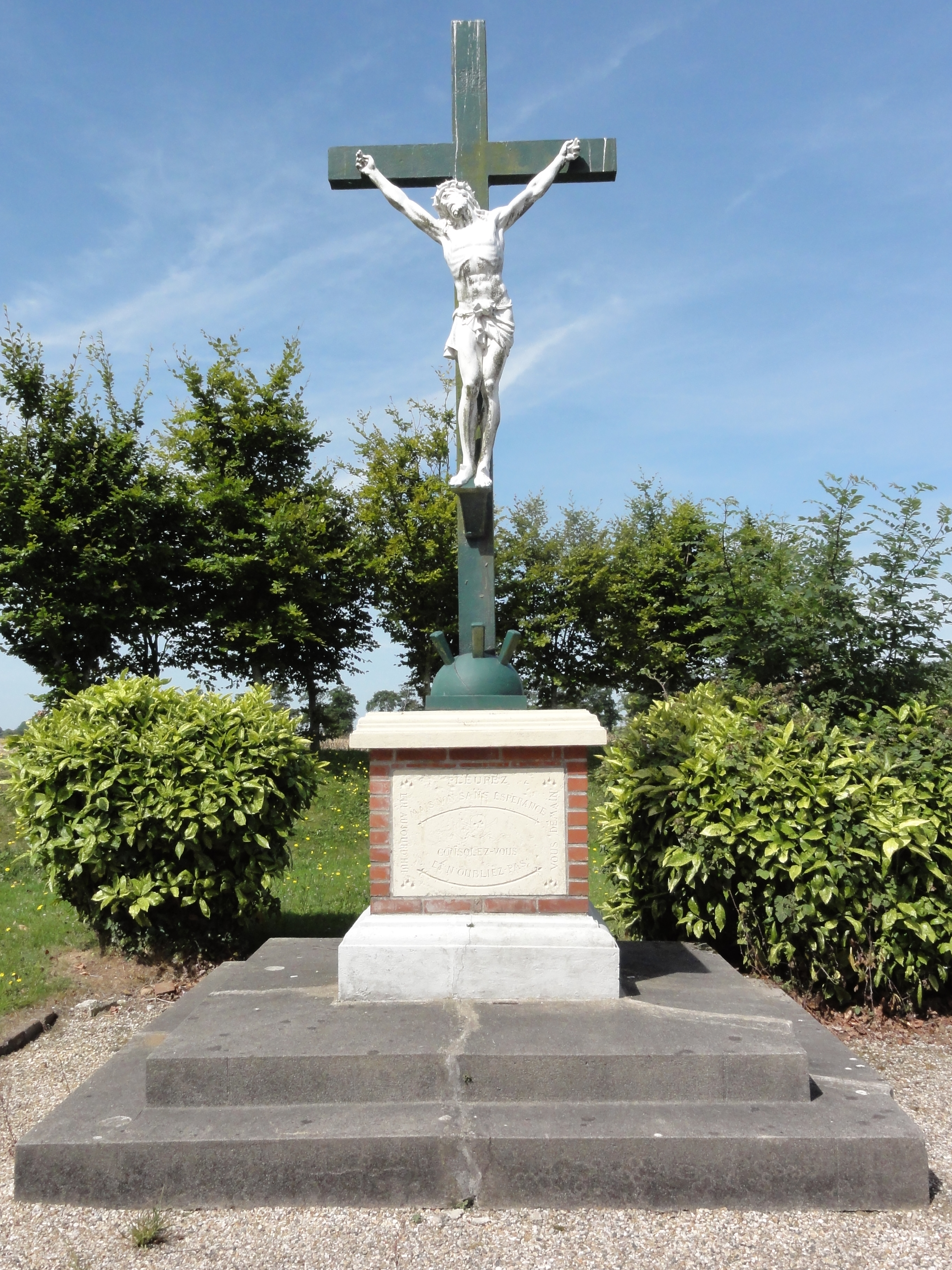
Croix du cimetière.
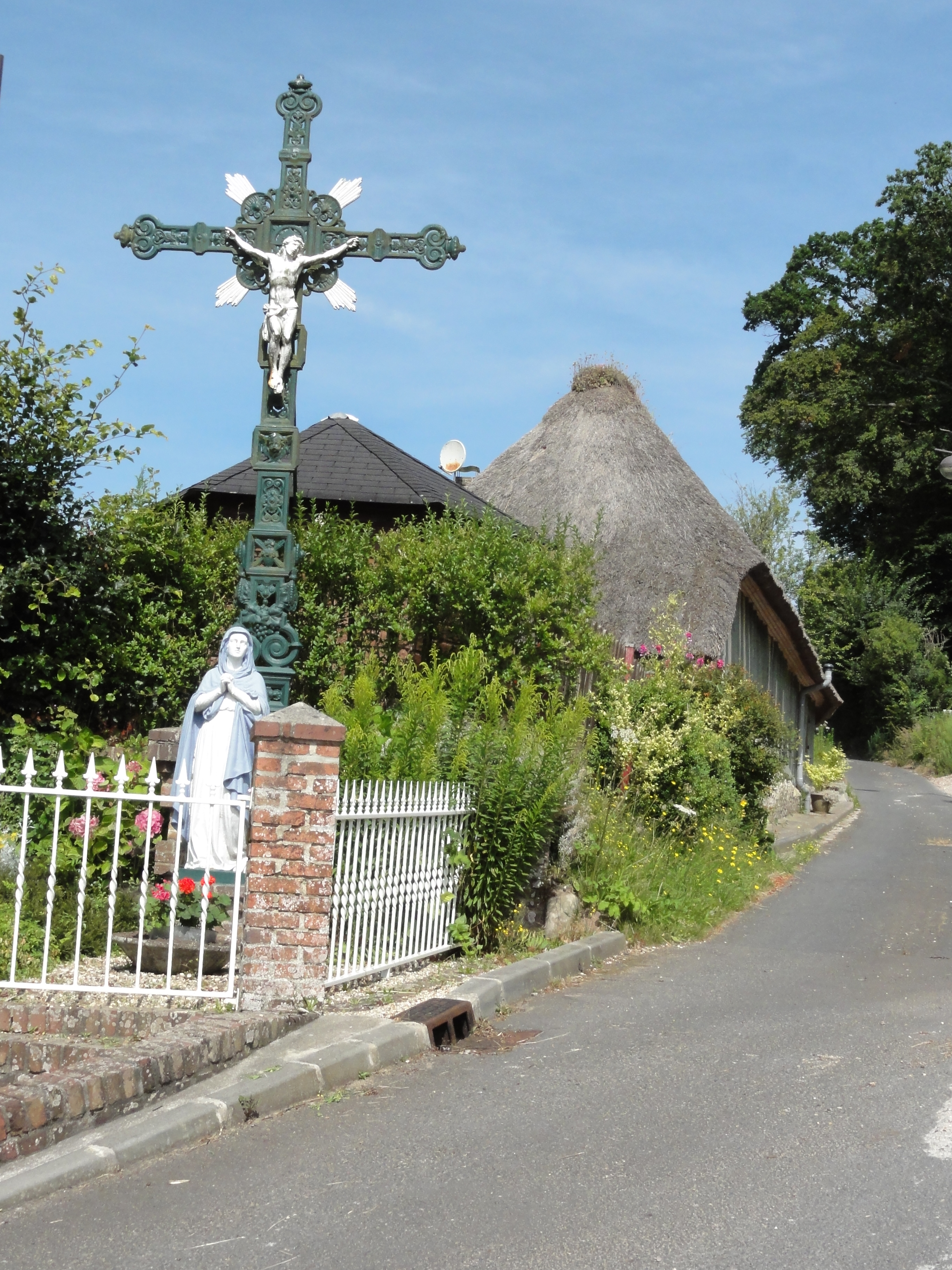
Calvaire au hameau du Bois-de-Devant.

### Héraldique
| Armes de Bertheauville | Les armes de la commune de Bertheauville se blasonnent ainsi : D’azur au chevron d’or accompagné en chef de deux croix tréflées au pied fiché d’argent et en pointe d’une chaumière normande au naturel couverte d’or. Création Denis Joulain, validée par délibération municipale le 20 novembre 2015. |